# Tipos de cambio en México
El tipo de cambio representa una variable macroeconómica fundamental para cualquier economía, por lo que también lo es el mercado cambiario. Las cotizaciones están dadas por los tipos de cambio de las divisas en cuestión, informan sobre el precio al cual se debe de comprar o vender una divisa, el comportamiento del mercado cambiario y la posición que desea tener el operador de la mesa de cambios. Las cotizaciones se fijan, en términos generales, por la relación de oferta y demanda. Las tasas de cambio de una divisa en términos de otra permiten facilitar los intercambios comerciales.
Ahora bien, México ha sido un país que se ha caracterizado por tener, a lo largo de su historia, diferentes tipos de cambio que pasan por el tipo de cambio fijo, flotación controlada para operaciones con billetes, tipo de cambio general, tipo de cambio ordinario, tipo de cambio libre y tipo de cambio de libre flotación o FIX. (Banxico, 2009)

## Tipos de tipo de cambio
El tipo de cambio o tasa de cambio es la relación entre el valor de una divisa y otra, es decir, nos indica cuantas monedas de una divisa se necesitan para obtener una unidad de otra.  En cada momento existe un tipo de cambio que se determina por la oferta y demanda de cada divisa, es decir, por medio del mercado de divisas. Sin embargo, en algunos sistemas de tipo de cambio los bancos centrales de un país intervienen en el mercado para establecer un tipo de cambio que favorezca a su economía.
Los tipos de cambio pueden ser fijos o fluctuantes, dependiendo si interviene o no el banco central para establecer su precio.
Para el tipo de cambio fijo existen algunas variantes:
- Régimen de convertibilidad o caja de conversión: es la categoría más estricta de tipo de cambio fijo, se establece por ley un tipo de cambio. Sus reglas funcionan de la misma forma que el patrón oro, el banco central se obliga a convertir de manera inmediata en la moneda vinculada cada vez que algún ciudadano presente dinero en efectivo
- Régimen convencional de tipo fijo: un país fija su moneda con márgenes de +/- 1% sobre otra moneda o cesta de monedas.
- Tipo de cambio dentro de bandas horizontales: las fluctuaciones permitidas de la moneda son algo más flexibles.
- Tipo de cambio móvil: el tipo de cambio se ajusta de manera periódica, normalmente ajustando por una mayor inflación con respecto a la moneda vinculada.
- Tipo de cambio con bandas móviles: es similar al tipo de cambio con bandas horizontales, pero el ancho de las bandas se va incrementando poco a poco.

Para el tipo de cambio fluctuante, tenemos los siguientes tipos:
*Flotación limpia: aquella situación en la que se encuentran las monedas cuyo tipo de cambio es el que se obtiene del  juego de la oferta y la demanda, sin que el banco central intervenga en ningún momento.
*Flotación sucia: aquella situación en la que se encuentran las monedas cuyo tipo de cambio es el que se obtiene del  juego de la oferta y la demanda, pero en este caso el banco central se ve obligado a intervenir comprando o vendiendo para estabilizar la moneda y conseguir los objetivos económicos. También se conoce como tipo de cambio flotante administrado, ya que tiene una flotación dirigida pero que no se anuncia previamente.

## Breve historia de los tipos de cambio en México

### Régimen de paridad fija (19 de abril de 1954 – 31 de agosto de 1976)
Durante varios años, previo a 1954, el dólar estadounidense cotizó relativamente estable alrededor de los 8.65 pesos por dólar. Sin embargo, en 1954 se presentaron ciertas condiciones desfavorables para el país.

### Sistema de flotación controlada (1° de septiembre de 1976 – 5 de agosto de 1982)
La paridad fija de 12.50 pesos por dólar se mantuvo hasta septiembre de 1976, cuando se abandonó en favor de un sistema de flotación controlada. La evolución de la economía nacional durante 1976 fue desfavorable, ya que se registró una notable alza en la tasa de inflación… y una marcada reducción en el ritmo de la actividad económica. En 1976, el público mostró una clara tendencia a invertir sus ahorros en el extranjero. Durante el periodo de flotación controlada, se distinguían en la práctica dos tipos de cambio: en billetes y en documentos.

### Sistema cambiario múltiple (6 de agosto de 1982 – 31 de agosto de 1982)
Desde finales de 1981 y durante el año de 1982, la economía mexicana sufrió una fase de inestabilidad.
El país sufrió la mayor inflación interna respecto de la externa, la dependencia de la economía de los ingresos petroleros y la caída en el precio del energético, afectaron adversamente las expectativas sobre el nivel futuro del tipo de cambio. Con ello se estimuló la conversión de pesos a dólares, se drenaron las reservas internacionales y, en última instancia, se provocó la devaluación de febrero de 1982.
El tipo de cambio preferencial, que se fijó en 49.13 pesos por dólar (con un desliz diario de 4 centavos, sin incluir sábados y domingos. El tipo de cambio general por otra parte, se determinaría por el libre juego de la oferta y la demanda de divisas, correspondientes a transacciones no comprendidas en el mercado preferencial.

### Control generalizado de cambios (1° de septiembre de 1982 – 19 de diciembre de 1982)
La protección de las reservas internacionales se convirtió en el objetivo central de la política cambiaria. Con este propósito, el primero de septiembre de 1982 se decretó el “control generalizado de cambios”, con el que se abrogaron los tipos de cambio que existían en el régimen anterior, se prohibía a las instituciones de crédito la venta de divisas y metales en cualesquiera de sus formas, autorizándoles únicamente operaciones de compra en que actuarán por cuenta y orden del Banco de México. Además, se instauraron dos tipos de cambio: uno “preferencial” y otro “ordinario”, que serían determinados por el Banco de México.

### Control de Cambios (20 de diciembre de 1982 – 4 de agosto de 1985)
El día 13 de diciembre de 1982, un sistema de control de cambios que sustituía al control generalizado de cambios bajo los siguientes términos, en la República Mexicana funcionarán simultáneamente dos mercados de divisas, uno sujeto a control y otro libre. (Mercado Control, Mercado Libre).

### Flotación Regulada (5 de agosto de 1985 – 10 de noviembre de 1991)
Se consideró que la política cambiaria que estaba vigente no tomaba en cuenta la evolución corriente y esperada de los agregados monetarios, ni su efecto sobre las reservas internacionales, ya que el tipo de cambio se movía uniformemente de acuerdo al desliz diario y no a las condiciones que en ese momento imperaban.
Para la determinación del tipo de cambio controlado de equilibrio, se llevaban a cabo en los días hábiles sesiones entre el Banco de México y las instituciones de crédito del país, en las que el Banco Central recibía posturas de cantidades para compras o ventas de dólares por parte de las instituciones de crédito a un tipo de cambio anunciado previamente por el Banco de México, quien finalmente ajustaba el tipo de cambio anunciado hasta que se equilibraran oferta y demanda.

### Régimen de bandas cambiarias con desliz controlado (11 de noviembre de 1991– 21 de diciembre de 1994)
Con el objeto de dar un estímulo adicional a los exportadores y a las empresas maquiladoras se abrogó el control de cambios a partir del 11 de noviembre de 1991 y se unificaron los dos mercados del tipo de cambio, el libre y el controlado. El 21 de octubre de 1992 incrementó el desliz del techo a 40 centavos diarios.

### Libre flotación (22 de diciembre de 1994 – presente)
En 1994 ocurrieron varios eventos en México que provocaron inestabilidad en los mercados y terminaron con un ataque especulativo a las reservas internacionales del Banco de México a finales del año. Esto último llevó a la insostenibilidad del régimen de bandas cambiarias.
En el régimen de libre flotación, mismo que permanece hasta la fecha, el tipo de cambio se determina libremente en el mercado sin la intervención de las autoridades. Las operaciones que lleva a cabo el Banco de México en el mercado cambiario se hacen a través de mecanismos preanunciados y reglas transparentes.

## Antecedentes históricos por sexenios

### Adolfo Ruiz Cortines (1952-1958).
Adolfo Ruiz Cortines (1952-1958) decremento el promedio de circulante del 13.2% al 11.2%; depreció en 44.5% el peso ante el dólar para llegar a una relación estable en el tipo de cambio. Así, el peso se mantuvo a $12.50 desde 1955 hasta 1975. Con Ruiz Cortines aumentaron las inversiones extranjeras debido a la misma devaluación de la moneda.

### Adolfo López Mateos (1958-1964) y Gustavo Díaz Ordaz (1964-1970).
Adolfo López Mateos (1958-1964) y Gustavo Díaz Ordaz (1964-1970) forman parte del desarrollo estabilizador, un periodo en el cual la paridad peso-dólar no se movía de la misma que Adolfo Ruiz Cortines había estipulado. Ambos siguieron con un promedio circulante de menor tasa a la de Miguel Alemán Valdés (13.2%), con 12.8% y 10.2%. Sin embargo, para mantener esta relación entre las monedas, ambos sexenios tomaron medidas económicas que eventualmente tendrían que causar efectos. Tanto López Mateos como Díaz Ordaz incrementaron los préstamos extranjeros; endeudamiento externo.

### Luis Echeverría Álvarez (1970-1976) y la devaluación de 1976.
Con Luis Echeverría Álvarez (1970-1976) el circulante llegó a un promedio de 22.3%, por lo cual desató un fuerte proceso inflacionario debido a la oferta extra de pesos, esto como medida para frenar la deuda externa que México ya cargaba. Como consecuencia, se disminuyó el poder adquisitivo del peso y aumentó los precios de una forma que no se había visto desde hace década y media. Las tasas de interés también sufrieron modificación; empezaron a mostrar grandes variaciones que antes no se veían. Asimismo, se declaró que México no tenía más petróleo y que su solución sería importar crudo.
A mediados del sexenio de Echeverría, en octubre de 1973, estalla la guerra de Yom Kipur; un conflicto bélico de índole territorial, que toma su nombre por el día efectuado. Esta produce crisis energética mundial, pues los países árabes miembros de la OPEP, mismos grandes productores y vendedores de crudo, suben los precios a cantidades exorbitantes; de $2 USD a $16 USD.
El 31 de agosto de 1976 el poder ejecutivo decretó la flotación del peso; en realidad se trataba de una devaluación de un poco más del 70% de la moneda, llegando a la paridad de $22.00 pesos por dólar. Esto ocurrió como consecuencia de la dependencia de la política económica a la política monetaria; es decir, los problemas de la economía nacional buscando una resolución por medios principalmente monetarios. Sin embargo, el peso se cotizó, en promedio, a $13.00 pesos por dólar. Esto se debe a que cinco de los seis años de Echeverría se manejó la paridad de $12.50; y en el sexto, una de $15.70. Los precios y la inflación, estaban, contra todo flujo, siendo controladas aún por el gobierno.
En septiembre del mismo año, Echeverría firma con el FMI un convenio que comprometía al gobierno mexicano a reducir el gasto público y mantener bajos los salarios, en otras palabras; una política monetaria restrictiva para superar la crisis que se estaba desarrollando por el control de precios.

### José López Portillo y la segunda devaluación (1976-1982).
Después del incremento en precios de la administración de Echeverría, José López Portillo (1976-1982) entró como presidente de México. Este mismo buscó mantener un plan de tres etapas en el cual la economía mexicana podría superar la crisis crónica de la cual padecía. Este plan, también conocido como Los años de Bonanza se dividía como tal:
Dos años de superación de crisis (1976-1978)
Dos años de consolidación económica (1978-1980) (desarrollo estabilizador)
Dos años de crecimiento acelerado (1980-1982)
López Portillo se veía encarado a lidiar con necesidades de financiamiento; se buscaban divisas para el desarrollo tecnológico e insumos, pero en el interior del país no existían capitales, y, al exterior, las inversiones eran escasas. López Portillo, en conjunto con la ideología de la Secretaría de Hacienda y el FMI, trabajó con una política de austeridad alrededor de dos años, que se tradujo, para la población, en un tope salarial del 10% y un encarecimiento de los productos básicos.
Este plan fue descartado poco después del surgimiento de la abundancia petrolera. Mientras mantuvo estos dos años austeros, el poder ejecutivo recibió noticias de Jorge Díaz Serrano (presidente de PEMEX 1976-1981) de que existían reservas de alrededor de 11 mil millones de barriles que se encontrarían en exploración marítima. López Portillo expandió el gasto en esta industria esperando que el comunicado fuese cierto; y así sucedió. En 1977 las reservas de petróleo se tenían a 16,800 millones de barriles (MdB); en 1978 estaban a 29,000 MdB; y en 1979 a 40,200 MdB; las reservas petroleras potenciales estaban situadas en 200,000 MdB. Con esto, México estaba a la altura de los productores principales del golfo pérsico. La producción petrolera también aumentó con un ritmo acelerado; en 1977 se produjeron 1,200,000 barriles diarios; en 1980 alrededor de 2,000,000 barriles diarios. Con esto, las exportaciones de petróleo aumentaron de 0 en 1976 a 1.3 millones de barriles a 1980. Todo fue financiado con crédito externo, y así, un último factor creciente ante este milagro petrolero, fue el endeudamiento de México.
Con un drástico cambio de política económica restrictiva a expansiva, las recomendaciones del FMI fueron olvidadas y las nuevas medidas implementadas;  se incrementó extraordinariamente el circulante, llegando a un promedio récord de 36.7%. López Portillo dio un comunicado a México, contrastando que era un país que sabía “administrar las carencias y crisis”, y que, ahora, con el petróleo, era tiempo de “saber administrar la abundancia”.
México recibió del 78 al 81, aproximadamente, $100,000 millones de USD que no se tenían contemplados en la política económica de un principio del sexenio portillista. Como la investigación petrolera fue financiada por externos, las ganancias esperadas del auge petrolero tenían que, como si fuera obligación, ser suficientes para cubrir los financiamientos y la deuda que el país traía cargando. Pero no eran los únicos gastos que saldar, pues el presidente, contemplando la abundancia, se decidió a expandir el desarrollo industrial y de infraestructura; algunos de estos proyectos fueron la segunda etapa de la siderúrgica Lázaro Cárdenas, el gasoducto Cactus-Reynosa, la presa Chicoasén, las petroquímicas La Cangrejera y Los Pajaritos. También fundó el Sistema Alimentario Mexicano. Por el lado privado, las empresas empezaron a verse influenciadas por las corrientes expansivas a su alrededor en México. Empezaron a financiarse, junto con el gobierno, en millones de dólares. Fue así, que entre 1977 y 1982, el monto de $51,788.5 m.d.d fue adquirido en conjunto por el sector público y el privado. Sin embargo, todo esto tenía un frágil cimiento; el precio del barril de petróleo.
Desgraciadamente, en 1981 las tasas de interés internacionales se elevaron del 6% al 20%, y con estas, la deuda mexicana aumentó. Asimismo, el mercado petrolero sufría cambios radicales; con la entrada de México al horizonte del crudo, y la producción regularizada de los países miembros de la OPEP, había una sobreoferta del mismo. Mientras tanto, los demandantes del petróleo empezaron a aplicar políticas restrictivas de energía, es decir; menos demanda petrolera. Los países árabes anunciaron un precio de $4 USD el barril; México vendía a $36. Seguido a esto, Díaz Serrano anunció que era necesario reducir el precio del crudo mexicano, pero Portillo hizo caso omiso y lo destituyó; en su lugar puso a Rodolfo Moctezuma Cid. Con éste subió dos dólares el precio del barril y advirtió a sus clientes que si no seguían comprando a ese precio, no les volvería a vender; éstos se fueron. El proceso de inflación se aceleró aún más y con el mismo, el poder adquisitivo también cayó.
El primero de septiembre de 1982, el control de cambio y la nacionalización bancaria se dieron a conocer en el sexto informe de gobierno portillista. En sus palabras; “Tenemos que organizarnos para salvar nuestra estructura productiva y proporcionarle los recursos financieros para seguir adelante; tenemos que detener la injusticia del proceso perverso fuga de capitales-devaluación-inflación que daña a todos, especialmente al trabajador; al empleo y a las empresas que lo generan. Éstas son nuestras prioridades críticas. Para responder a ellas he expedido en consecuencia dos decretos: uno que nacionaliza los bancos privados del país y, otro que establece el control generalizado de cambios, no como una política de supervivencia del más vale tarde que nunca, sino porque hasta ahora se han dado las condiciones críticas que los requieren y justifican. Es ahora o nunca. ¡Ya nos saquearon, México no se ha acabado! ¡No nos volverán a saquear!”.
El presidente, al nacionalizar la banca, estaba, explícitamente, culpando al sistema bancario privado de “falta de solidaridad con los intereses del país y del aparato productivo”. La política de flotación continuó, pero en realidad era un proceso de devaluación acelerado; a mediados de 1982, en agosto, la relación de cambio se estableció con un sistema dual de dólares libres y preferentes; libres a $70 MXN/USD, que representa una pérdida de 255.3% durante el sexenio; preferentes a $50 MXN/USD. Ese mismo mes, semanas después, se pasó del sistema dual al sistema múltiple de tipo de cambio, con dólares libres, preferenciales y especiales; sus precios respectivos eran $114.77, $50.00 y $69.50. El peso se cotizó, aun así, a $28.80 pesos en promedio durante el sexenio. Esto porque el precio del dólar, durante el sexenio portillista, osciló entre $22.50 y $24.60 los primeros cinco años.
Finalmente, en ese mismo año, el gobierno, en evidente bancarrota, tuvo que recurrir al apoyo del FMI, una vez más. Donald Regan, en ese entonces secretario del tesoro estadounidense, convocó a una reunión de la comunidad financiera mundial. Jesús Silva Herzog, el Secretario de Hacienda y Crédito Público, les declara, a los presentes en la reunión, junto con José Ángel Gurría, director general de crédito en la misma secretaría, que México se encuentra en quiebra.
Herzog, se refiere a esta reunión comentando que, en pocas palabras, dijo “Se me acabaron las fichas, no tengo dinero: debo, no niego; pago, no tengo. (...) pero no solo eso, sino que necesito que me presten más dinero, para poderles pagar a ustedes los intereses de sus créditos”.
El nepotismo de López Portillo fue un factor más que perjudico a las actividades económicas de México en su apogeo petrolero. 1982 cerró con 0% crecimiento, un déficit gubernamental del 17% del PIB, así como con un poco más de deuda para poder salir del estancamiento en el que se había hundido.

### Miguel de la Madrid Hurtado (1982-1988) y la libre flotación.
Miguel de la Madrid tomó posesión de la presidencia de México el primero de diciembre de 1982. Ante el último sexenio, el despilfarro y la caída de los precios del petróleo significó el cierre de las puertas primermundistas. La situación, como la definió el nuevo ejecutivo, era “una de emergencia e intolerable”, y en términos económicos, no se alejaba de la realidad. Dentro del primer año del nuevo sexenio, se mejoró el desempeño económico interno con acuerdos con el FMI. En sus palabras “el objetivo principal del gobierno fue estabilizar la economía, volver a darle a la nación condiciones para la actividad económica normal, y para ello había que combatir drásticamente la inflación a través de aumentos en los ingresos públicos y la contracción de gasto público”.
México empezó a ver inversiones extranjeras nuevamente de poco en poco con las medidas que proponía de la Madrid. No obstante, dentro del país, se seguía devaluando la moneda y, con ésta, bajando el poder adquisitivo de los mexicanos. El presidente aumentó el ritmo del circulante a un promedio anual de 69.5%; el más alto desde Alemán Valdés. Esto tenía un propósito principal: con el crédito interno del banco central se podría financiar el déficit del sector público.
La inflación, en este sexenio, no dejó de ser un problema primordial para la administración madridista; fue un incremento acelerado de precios que representó en promedio 86.7% anual; significando así, una pérdida del poder adquisitivo del peso. No obstante, de la Madrid optó por una medida apodada “el deslizamiento del dólar controlado”; buscaba, como su nombre dice, reducir las drásticas y constantes caídas del valor del peso ante el dólar; sin embargo, su sexenio tuvo un aumento sin precedentes de la paridad.
| Año  | Pesos por dólar |
| 1983 | $120.16         |
| 1984 | $167.75         |
| 1985 | $318.30         |
| 1986 | $515.00         |
| 1987 | $1,420.00       |
| 1988 | $2,284.85       |

Desgraciadamente, a mitades de su sexenio, México tuvo un terrible desastre natural: el terremoto de 1985. Pero no solo fue este incidente el que desestabilizó al gobierno mexicano; también hubo menor disciplina económica y financiera que los años pasados.
En 1987, la BMV sufrió la caída dominó resultada de la caída de la bolsa de Wall-Street. Esto se debe a que la gente que invertía no tenía el conocimiento financiero ni la seguridad de la misma índole, representando así, riesgos enormes para los corredores de bolsa y las mismas empresas. En ese mismo año, el sucesor de Silva Herzog, Gustavo Petricioli comunicó que el Banco de México le había anunciado que se retiraba del mercado libre de cambios de moneda extranjera, es decir; una devaluación del 40%.
Así, el dólar, en promedio anual, costó 804.34 pesos durante su mandato. Se emitieron nuevos billetes de mayor denominación y desvanecieron viejas monedas fraccionarias, indicando así, la devaluación crónica que el peso de sufría. En torno a la deuda externa, Silva Herzog buscó, a nombre del gobierno mexicano, pagos más pequeños, con plazos y tasas más flexibles.

### Carlos Salinas de Gortari (1988-1994).
Salinas de Gortari entra con una fuerte campaña llamada “Solidaridad” que buscaba promover el nacionalismo y patriotismo mexicano. Esta se mantiene durante su sexenio, y, aunque no es tan fuerte como en sus inicios, siguió presente. Su campaña también se vio fortalecida por las medidas económicas que tomó durante su sexenio.
La administración de Miguel de la Madrid significó la inflación exorbitante que el país vivía ante el derrumbe del sueño primermundista petrolero de López Portillo, con claros antecedentes de control de precios forzados por presidentes pasados.
El gabinete salinista, lleno de tecnócratas, busca la transformación de México y la renovación económica del mismo, y es así, como en 1992, se crea una nueva unidad del sistema monetario mexicano. La nueva unidad, coloquialmente conocida como “nuevos pesos” tiene un valor de $1,000 pesos “viejos”.
Así, la paridad pasó de $2,284.85 MXN/USD en 1988, a $3.10 (N)MXN/USD. Esto no significa que dejó de devaluarse la moneda; si se le agregan los $1,000 pesos que vale cada “nuevo peso”, al final del sexenio de Salinas se tenía una paridad de $3,140 pesos viejos por dólar.
Los objetivos de la política monetaria y crediticia salinista fueron simples; que permitiera la estabilidad de precios, fortaleciera el ahorro interno y promoviera una intermediación financiera eficiente; que la política cambiaria apoyarán la estabilidad de precios sin altibajos; poder otorgar rendimientos al ahorrador y promover tasas reales moderadas; tener certidumbre de los precios.
En su administración, Gortari también logró un acuerdo entre sindicatos, gobierno y empresarios, conocido también como el pacto de solidaridad económica. Tenía como fin primordial, un crecimiento económico para las tres secciones del acuerdo; expansión económica para México. Salinas completó el cierre del pacto con el objetivo de “consolidar el abatimiento definitivo de la inflación”.
Salinas de Gortari, con estas nuevas políticas y cambios monetarios fuertes, tuvo un promedio anual del circulante de 42.5%. Asimismo, las reservas monetarias tuvieron un incremento saludable, alcanzando más de 10,560 millones de dólares en 1994. México por fin pudo ver precios de un dígito entero, una vez más.

### Ernesto Zedillo Ponce de León (1994-2000).
En el último año de la presidencia de Gortari, 1994, hubo grandes conmociones tanto políticas como sociales; pero también económicas. El 23 de marzo de 1994 el presunto sucesor de Salinas, Luis Donaldo Colosio, fue asesinado en plena multitud. El 28 de septiembre de este mismo año, José Francisco Ruiz Massieu, secretario del PRI, también es asesinado. Zedillo, ante la conmoción, es electo como el próximo destapado.
Zedillo entró a un déficit de cuenta corriente de más de 27,000 millones de dólares, financiado con capital especulativo; el peso estaba sobrevaluado. Los equipos de ambos mandatarios del mismo año, junto con los mismos, se reunieron para planear y prever lo que podría hacerse a futuro.
Aunque el grupo zedillista mantenía una fuerte inclinación por devaluar la moneda, Pedro Aspe, Secretario de Hacienda del 1º de diciembre de 1988 al 30 de noviembre de 1994, se opuso, pues el pacto de solidaridad económica hecha por Salinas sería roto. Asimismo, antes de cambiar de gobierno, el salinista confió en la nueva estructura económica que estaba ya en funcionamiento en México, y, así, decidió canjear respaldos en pesos a Tesobonos, en otras palabras, el gobierno pagaría en dólares deuda que originalmente se había contratado en pesos. Con el peso sobrevaluado, empresas y familias empezaron a invertir y comprar bienes en dólares. Al entrar la administración zedillista al poder ejecutivo, también lo hizo un nuevo Secretario de Hacienda: Jaime Serra Puche. El 19 de diciembre de 1994 este estimó que habría un crecimiento económico del 4%, así como que la inflación no habría de ser mayor a la misma cifra. Sin embargo, inversionistas, especialistas y experimentados, en vez de creer, se vieron envueltos en el escepticismo y se provocaron nuevas fugas de capitales. Serra Puche buscó no romper el pacto de solidaridad y ante esto busca una reunión para explicar la situación. Los empresarios incentivaron la fuga de capitales con esta última plática. Así, debido a que la devaluación fue tan repentina y los capitales se dieron a fuga, el gobierno se quedó sin un plan de respaldo con políticas ya estipuladas dando a conocer los pasos ante esta situación. Las reservas internacionales se vieron afectadas por este acto y bajaron de 12,000 millones de dólares a 3,400 millones en un mes. A esto se le junto el pago de los tesobonos que Salinas había adquirido; 29,000 millones de dólares. A esta mala administración y manejo de políticas se le llama “la devaluación del 94”, “el error de diciembre” o “el efecto tequila”.
El 22 de diciembre es cuando se estipula la libre flotación del peso mexicano, ante la situación de emergencia en la cual se encontraba. También, siete días después, se dio a conocer el “Plan de Emergencia Económica 1995”, en torno a una solución para la mala devaluación ya hecha. En palabras de Zedillo “el problema no fue la devaluación de diciembre de 94, el problema fue la crisis financiera; la gran salida de capitales ya en una circunstancia prácticamente de insolvencia del país, un agotamiento de las reservas internacionales y la exigibilidad de estas obligaciones; México fue (...) el conejillo de indias de la nueva globalización financiera en la que ahora vivimos”.
A esta devaluación le siguió el incrementó de tasas de interés y una inflación del 55% anual. Sin embargo, no solo concernía a México; Bill Clinton ordenó un préstamo del departamento de tesoro de $20,000 millones de dólares para México, así como incentivó a otros organismo para que México, al final, tuviese $53,000 millones de dólares. El error de diciembre, no obstante, ya se había esparcido por toda América Latina. La economía mexicana decreció en 7% para 1995. El gobierno puso en marcha medidas recesivas para poder estabilizar la economía. 

### Vicente Fox Quesada (2000-2006).
Vicente Fox, rompió con 70 años de gobierno del Partido Revolucionario Institucional (PRI), siendo considerado como el primer presidente del Partido Acción Nacional (PAN), tuvo un periodo de depreciación más contenida, con un 12.03 por ciento. Su administración estuvo marcada por la transición política en México y un enfoque en la apertura económica. Al finalizar su sexenio, el tipo de cambio se estableció en 10.99 pesos por dólar, lo que reflejó un manejo relativamente estable del tipo de cambio en comparación con sus predecesores, aunque aún enfrentaba presiones inflacionarias y externas.

### Felipe Calderón Hinojosa (2006-2012)
El gobierno de Felipe Calderón también del PAN, enfrentó desafíos en el ámbito cambiario, con una depreciación del 30.55 por ciento. Durante su mandato, el peso se vio afectado por la crisis financiera global de 2008, así como por la inseguridad en el país. A pesar de estos obstáculos, el tipo de cambio al final de su administración se situó en 12.92 pesos por dólar, mostrando una depreciación moderada en comparación con otros periodos.

### Enrique Peña Nieto (2012-2018)
En la administración de Enrique Peña Nieto, regresa el PRI a la presidencia y  la depreciación del peso fue notable, alcanzando un 30.2 por ciento. Durante su sexenio, el tipo de cambio se vio influenciado por diversas variables, incluyendo la caída de los precios del petróleo y la incertidumbre política, que generaron una percepción negativa en los mercados. El cierre del sexenio se registró con un tipo de cambio de 20.3455 pesos por dólar, lo que reflejó una presión constante sobre la moneda nacional.

### Andres Manuel López Obrador (2018-2024)
Durante el mandato de Andrés Manuel López Obrador al frente de la  coalición Juntos Haremos Historia, la percepción sobre el tipo de cambio ha estado marcada por una narrativa de estabilidad, a pesar de las fluctuaciones globales. El presidente buscó enfatizar que  a diferencia de administraciones anteriores, el peso mexicano no sufrió devaluaciones significativas, argumentando que se mantuvo relativamente fuerte gracias a políticas económicas prudentes y a un contexto internacional favorable en ciertos momentos. Sin embargo, aunque ha habido periodos de apreciación, el tipo de cambio ha mostrado volatilidad, especialmente en momentos de crisis global como ocurrió durante la pandemia de COVID-19, lo que llevó a un tipo de cambio  oscilante entre los 19.38 pesos por dólar para el año 2024.